# 高橋貞二

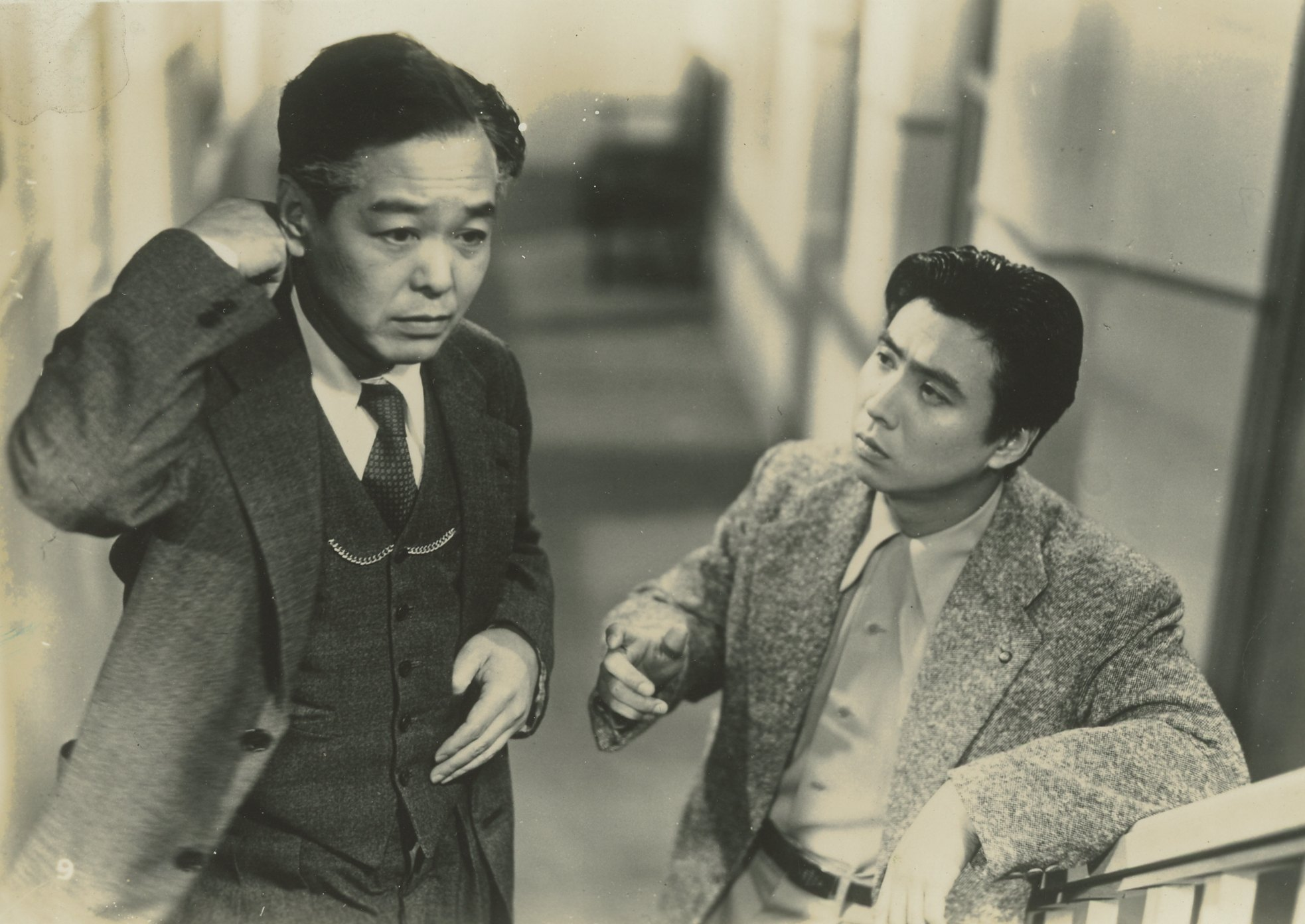
高橋 貞二（右）、左は日守新一（1953年『新東京行進曲』（松竹））

高橋 貞二（たかはし ていじ、1926年10月20日 - 1959年11月3日）は、日本の俳優。本名は高橋貞次。愛称は貞ちゃん。

## 来歴・人物
東京府南葛飾郡奥戸村大字曲金（現・東京都葛飾区高砂）出身。
日本映画学校卒業後、1945年に松竹に入社。翌1946年、映画『物交交響楽』でデビュー。佐田啓二（中井貴一の父）、鶴田浩二と共に「松竹大船の三羽烏」と言われ、松竹映画の主力男優の1人として多くの作品に出演した。
1959年2月に結婚。同年11月3日22時40分頃、神奈川県横浜市西区
の横浜駅前において、自ら飲酒運転するメルセデス・ベンツ300Sクーペのハンドル操作を誤り、横浜市電（第7系統中央市場発浦舟町止まり終車。所属営業所・形式・車両番号・製造年など不詳）に激突して死亡。当日は友人の友人だった作家の黒岩松次郎（後の団鬼六）も、一緒に飲みに行こうと誘われていた。しかし団には、昼に指していた将棋の決着を付けるという先約があったため、高橋らを先に行かせ、結果として難を逃れた。
残された妻は1962年に池袋のアパートでガス自殺。墓は東京都港区の青山霊園にあり、夫婦で埋葬されている。

## 主な出演作品

### 映画
- 物交交響楽（1946年、松竹）
- 若き日の血は燃えて（1947年、松竹）
- 弥次喜多凸凹道中（1948年、松竹）
- 銀座新地図（1948年、松竹）
- 愛情十字路（1948年、松竹）
- 初夜ふたゝび（1949年、松竹）
- 愁海棠（1949年、松竹）
- まぼろし夫人（1949年、松竹）
- 春雪（1950年、松竹）
- 童貞（1950年、松竹）
- 危険な年齢（1950年、松竹、DVD発売）
- 母（1950年、松竹）
- 大学の虎（1950年、松竹、DVD発売）
- 花のおもかげ（1950年、松竹）
- 三つの結婚（1950年、松竹）
- 情熱のルムバ（1950年、松竹、DVD発売）
- 帰郷（1950年、松竹）
- 美しい暦（1951年、松竹）
- 男の哀愁（1951年、松竹、DVD発売）
- 母恋草（1951年、松竹）
- わが恋は花の如く（1951年、松竹）
- 大江戸五人男（1951年、松竹、DVD発売）
- 母化粧（1951年、松竹）
- 陽気な渡り鳥（1952年、松竹、DVD発売）
- 若人の誓い（1952年、松竹）
- とんかつ大将（1952年、松竹、DVD発売）
- 風流活殺剣（1952年、松竹）
- 紅扇（1952年、松竹）
- 相惚れトコトン同志（1952年、松竹）
- 銀座巴里（1952年、松竹）
- 娘はかく抗議する（1952年、松竹）
- 湯の町しぐれ（1952年、松竹）
- 彼を殺すな（1952年、松竹）
- お嬢さん社長と丁稚課長（1952年、松竹）
- 明日は月給日（1952年、松竹）
- 夏子の冒険（1953年、松竹） - 初のカラー映画出演
- 春の鼓笛（1953年、松竹）
- まごころ（1953年、松竹）
- 次男坊（1953年、松竹）
- 新東京行進曲（1953年、松竹）
- 愚弟賢兄（1953年、松竹）
- 日本の悲劇（木下惠介監督、1953年、松竹、DVD発売）
- 弁天横丁（1953年、松竹）
- きんぴら先生とお嬢さん（1953年、松竹）
- 美貌と罪（1953年、松竹）
- 處女雪（1953年、松竹、DVD発売）
- 東京マダムと大阪夫人（1953年、松竹）
- 青春三羽烏（野村芳太郎監督、1953年、松竹）
- 家族会議 東京篇・大阪篇（1954年、松竹）
- 濡れ髪権八（1954年、松竹）
- 裸形家族（1954年、松竹）
- 陽は沈まず（1954年、松竹）
- おとこ大学　新婚教育の巻（1954年、松竹）
- 君に誓いし（1954年、松竹）
- 忠臣蔵 花の巻・雪の巻（1954年、松竹）- 多門伝八郎
- 喧嘩鴉（1954年、松竹）
- あなたと共に（1955年、松竹）
- 大学は出たけれど（野村芳太郎監督、1955年、松竹）
- 哀愁日記（1955年、松竹）
- 遠い雲（木下惠介監督、1955年、松竹、DVD発売）
- 絵島生島（1955年、松竹）
- 修禅寺物語（1955年、松竹）
- 君美しく（1955年、松竹）
- 角帽三羽烏（1956年、松竹）
- 君のうたごえ（1956年、松竹）
- 早春（小津安二郎監督、1956年、松竹、DVD発売）
- 旅がらす伊太郎（1956年、松竹）
- 夜間中学（1956年、大映）
- 次男坊故郷へ行く（1956年、松竹）
- 人妻椿（1956年、松竹）
- 晴れた日に（1956年、松竹、DVD発売）
- 朱と緑（1956年、松竹）
- スタジオ超特急（1956年、松竹）
- 女優誕生（1956年、松竹）
- この女に手を出すな（1956年、松竹）
- 踊る摩天楼（1956年、松竹）
- 炎の氷河（1957年、松竹）
- 野武士と女（1957年、松竹）
- 天使の時間（1957年、松竹）
- 東京暮色（小津安二郎監督、1957年、松竹、DVD発売）
- 母と子の窓（1957年、松竹）
- 抱かれた花嫁（1957年、松竹）
- 青い花の流れ（1957年、松竹）
- 逃げだした縁談（1957年、松竹）
- 花くれないに（1957年、松竹）
- その手にのるな（1958年、松竹）
- 楢山節考（木下惠介監督、辰平　1958年、松竹、DVD発売）
- モダン道中　その恋待ったなし（1958年、松竹）
- 彼岸花（小津安二郎監督、1958年、松竹、DVD発売）
- 有楽町0番地（1958年、松竹）
- 花嫁のおのろけ（1958年、松竹、DVD発売）
- この天の虹（木下惠介監督、1958年、松竹、DVD発売）
- 愛情行路（1958年）
- 空かける花嫁（1959年、松竹）
- 春を待つ人々（1959年、松竹）
- いたづら（1959年、松竹）
- ある落日（1959年、松竹）
- 修羅桜（1959年、松竹）
- どんと行こうぜ（野村芳太郎監督、1959年、松竹）
- 妻の勲章（1959年、松竹）
- 危険旅行（1959年、松竹、DVD発売）
- 今日もまたかくてありなん（木下惠介監督、1959年、松竹、DVD発売）
- 三羽烏三代記（1959年、松竹、DVD発売）
- 大願成就（1959年、松竹） ※遺作

## 関連書籍
- 「松竹大船撮影所覚え書　小津安二郎監督との日々」（山内静夫・著。2003年。かまくら春秋社） ISBN 978-4774002330
  - 山内と高橋は同世代で、事故当日のことなどが綴られているほか、高橋との写真も紹介されている。